# Holostylon
Holostylon és un gènere d'angiospermes pertanyent a la família de les lamiàcies.

## Taxonomia
- Holostylon baumii
- Holostylon gracilipedicellatum
- Holostylon katangense
- Holostylon robustum
- Holostylon strictipes